# Ocyptamus melanorrhinus
Ocyptamus melanorrhinus är en tvåvingeart som först beskrevs av Philippi 1865.  Ocyptamus melanorrhinus ingår i släktet Ocyptamus och familjen blomflugor. Inga underarter finns listade i Catalogue of Life.